# Alaska-schiereiland

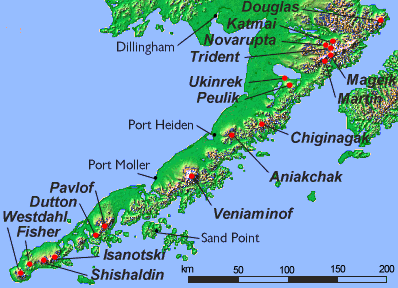
Alaska-schiereiland met vulkanen

Het Alaska-schiereiland (Alaska Peninsula) is een schiereiland dat zich 800 kilometer ten zuidwesten van het vasteland van de Amerikaanse staat Alaska uitstrekt. Het schiereiland eindigt bij de Aleoeten en scheidt de Bristolbaai (een zijarm van de Beringzee) van de Grote Oceaan.
In literair opzicht (vooral in Rusland) stond het Alaska-schiereiland voor het gehele noordwestelijke deel van Noord-Amerika.

## Geografie
Op het schiereiland zijn talloze vulkanen en voor de kust liggen vele eilanden. Het klimaat kan vergeleken worden met dat van IJsland en dat van Vuurland (Patagonië).
Er zijn verschillende nationale parken, waaronder Katmai National Park, Aniakchak National Monument and Preserve, het Becharov National Wildlife Refuge, het Alaska Peninsula National Wildlife Refuge en het Izembek National Wildlife Refuge.
Het gebied is zeer rijk aan rode zalm, vooral door de vele meren.

## Demografie
Het Alaska-schiereiland heeft verschillende dorpen, zoals: Cold Bay, King Cove, Perryville, Chignik, Chignik Lake, Chignik Lagoon en Port Moller. Het dorp Sand Point ligt op een eiland aan de kust van het schiereiland. In deze plaatsen wonen vooral inheemse bewoners, die leven van de visvangst.